# Sainte-Marie (Reunion)

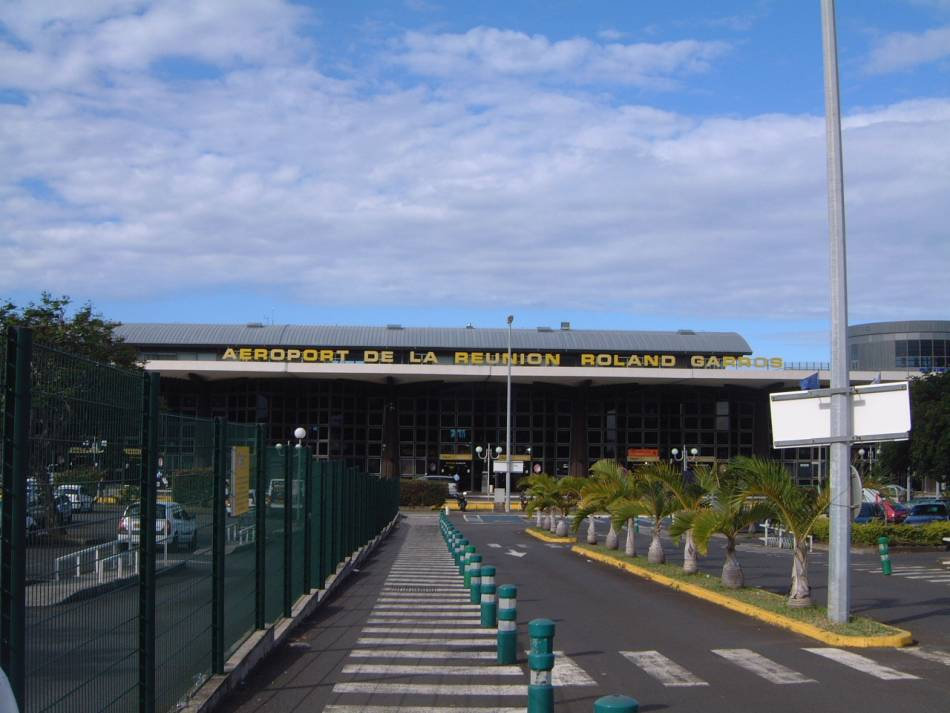
Port lotniczy Roland Garros

Sainte-Marie – miejscowość i gmina we francuskim departamencie zamorskim Reunion. Znajduje się na północnej stronie wyspy Reunion. W mieście znajduje się port lotniczy Reunion.
Według danych INSEE w 2019 roku liczyło 34 511 mieszkańców.

## Miasta partnerskie
- Moka Flacq, (Mauritius)